# Контакт (фильм)
«Конта́кт» (англ. Contact) — американская научно-фантастическая драма 1997 года, десятый полнометражный фильм режиссёра Роберта Земекиса, снятый по мотивам одноимённого романа Карла Сагана 1985 года. Саган и его жена Энн Друян написали сценарий к фильму. В нём Джоди Фостер играет доктора Элеонору «Элли» Эрроуэй, учёного SETI, которая находит доказательства существования внеземной жизни и выбрана для первого контакта. В фильме также снимались Мэттью Макконахи, Джеймс Вудс, Том Скерритт, Уильям Фихтнер, Джон Хёрт, Анджела Бассетт, Роб Лоу, Джейк Бьюзи и Дэвид Морс. На нём изображены Very Large Array в Нью-Мексико, обсерватория Аресибо в Пуэрто-Рико, космическая станция «Мир» и Космическое побережье, окружающее мыс Канаверал.
Саган и Друян начали работать над фильмом «Контакт» в 1979 году. Они написали сценарий фильма объёмом более 100 страниц и запустили проект в студии Warner Bros. Продюсерами выступили Питер Губер и Линда Обст. Когда разработка застопорилась, Саган опубликовал роман «Контакт» в 1985 году, а в 1989 году возобновил работу над фильмом. Ролан Жоффе и Джордж Миллер планировали стать режиссёрами, но Джоффе бросил работу в 1993 году, и Warner Bros. в 1995 году Миллер был уволен. С Земекисом в качестве режиссёра съемки продолжались с сентября 1996 по февраль 1997 года. Над большинством визуальных эффектов работала студия Sony Pictures Imageworks.
«Контакт» был выпущен 11 июля 1997 года и получил положительные отзывы критиков. В мировом прокате фильм собрал более 171 миллиона долларов. Он получил премию «Хьюго» за лучшую драматическую постановку и несколько премий «Сатурн».

## Сюжет
Элеонора «Элли» Эрроуэй, рано лишившаяся родителей, всю свою жизнь посвятила науке. Элли становится участницей проекта SETI, прослушивая радиодиапазон в поисках сигналов внеземных цивилизаций в обсерватории Аресибо. Все попытки бесплодны, и будущее её проекта оказывается под угрозой: начисто лишённые какого-либо воображения и любопытства чиновники настаивают на том, чтобы она занялась чем-то более практичным, и отказываются его финансировать. Элли отчаивается найти поддержку, но неожиданно получает помощь от эксцентричного миллионера С. Р. Хэддена.
Многолетние поиски дают результат — Элли улавливает долгожданный сигнал из космоса. Последовательность чисел, которая имеет несомненно искусственное происхождение (простые числа), исходит, предположительно, от звезды Вега. Расшифровка сигнала, с которой опять-таки помог С. Р. Хэдден, показывает, что в сигнале, помимо прочего, содержится описание технического устройства. Назначение его непонятно, но внутри задумано место на одного человека.
Мировое сообщество принимает решение изготовить устройство стоимостью в 300 млрд долларов и испытать его. Первая попытка проходит неудачно — испытатель и само устройство гибнет от рук лидера религиозной террористической группы. Но оказывается, что параллельно, в условиях секретности, на острове Хоккайдо, была построена вторая установка, и вторым испытателем становится Элли.
После запуска устройства Элли отправляется в путешествие по системе кротовых нор и переносится, вероятно, на планету в иной звёздной системе. Очнувшись там на берегу моря, она встречает представителя иной цивилизации, который выбрал образ её покойного отца. Оглянувшись вокруг, героиня понимает, что эта местность воссоздана инопланетным разумом в её сознании по образу рисунка, нарисованного ею в детстве в Пенсаколе (Флорида). Инопланетянин говорит ей, что устройство позволяет организовать систему межзвёздных путей сообщения, и Земля отныне становится членом Сообщества Цивилизаций Вселенной.
Элли возвращается назад и приходит в себя на Земле. С точки зрения сторонних наблюдателей, с ней после запуска установки ничего не произошло и её тело не покидало Землю, всё «путешествие» заняло несколько секунд. Элли оказывается в парадоксальной ситуации. Будучи учёным, она с точки зрения строгой науки никак не может подтвердить свои слова, хотя на основе теории относительности предполагает, что время, проведённое ею вне Земли, составило 18 часов.
Расследование сенатским комитетом последствий испытаний приводит к неожиданным результатам. Подозревается, что Хэдден подделал внеземной сигнал и ввёл в заблуждение всё мировое сообщество. Спросить с него уже нельзя — миллионер скончался. Элли вольно-невольно оказывается соучастницей столь дорогостоящей мистификации. Она находит неожиданную поддержку со стороны простых людей и близкого любимого человека философа и проповедника Палмера Джосса, готовых поверить ей на слово. Выясняется ещё одно обстоятельство: видеокамера, прикреплённая к Элли во время путешествия, ничего не записала, но продолжительность пустой записи составила не несколько секунд, а те самые 18 часов.
В конце фильма на фоне звездного неба появляется надпись «FOR CARL» в память о Карле Сагане, который скончался в декабре 1996, пока шли съёмки фильма.

## В ролях
| Актёр            | Роль                    |
| ---------------- | ----------------------- |
| Джоди Фостер     | Элеанора «Элли» Эрроуэй |
| Мэттью Макконахи | Палмер Джосс            |
| Том Скерритт     | Дэвид Драмлин           |
| Дэвид Морс       | Тед Эрроуэй             |
| Джон Хёрт        | С. Р. Хэдден            |
| Джеймс Вудс      | Майкл Китс              |
| Джена Мэлоун     | маленькая Элли          |
| Уильям Фихтнер   | Кент Кларк              |
| Анджела Бассетт  | Рэйчел Константин       |
| Роб Лоу          | Ричард Рэнк             |
| Джейк Бьюзи      | Джозеф                  |
| Ларри Кинг       | камео                   |
| Билл Клинтон     | камео                   |

## Художественная ценность
Одна из главных задач, которую ставил перед собой Земекис, — показать, как самые различные люди будут реагировать на возможность контакта с инопланетной цивилизацией, будь то учёные, чиновники, священники или религиозные фанатики. Пожалуй, основная проблема, которая затрагивается в фильме, — это противоречия между научным и религиозным подходом к миру, которые воплощаются в образах главной героини Элли Эрроуэй и её любимого мужчины Палмера Джосса. Кульминация противостояния науки и религии в фильме настаёт, однако, вовсе не в тот момент, когда ангажированная военными комиссия отказывает главной героине в праве пилотировать космическое устройство (якобы потому, что  Элли — атеистка, а комиссия не может допустить, чтобы земную цивилизацию, «в которой около 95 % людей верят в того или иного бога», представлял человек, не причастный вере). Кульминация наступает только на втором этапе проекта, когда та же правительственная комиссия отказывает в вере фактически религиозному для неё отчёту Элли о полёте в другую галактику. Но на этот раз её поддерживает представитель именно верующего человечества, пастор Джосс, и многотысячная толпа народа.  По своему стилю и музыкальному сопровождению он напоминает предыдущую картину Земекиса — «Форрест Гамп».
Известный кинокритик Роджер Эберт в своей рецензии отметил:

«Фильм посвящён научным поискам Элли, но при этом он раскрывает её личность и сознание. Удивительно столкнуться с научно-фантастической картиной, затрагивающей темы любви, смерти, существования Бога. Конечно, научно-фантастическая литература исследует эти вопросы многие годы, но в кинофантастике в основном превалируют такие фильмы, как „День независимости“, сюжет которых сводится к тому, как актёры противостоят навязчивым спецэффектам».
Оригинальный текст (англ.)The movie is about Ellie's search, but it is also about her mind and personality. It's surprising to find a science fiction film exploring issues like love, death and the existence of God; science fiction as a literary form has of course explored those subjects for years, but sci-fi movies generally tend toward titles such as ``Independence Day, and are about actors being attacked by gooey special effects.
— Роджер Эберт
«Контакт» оказался на втором месте в списке наиболее достоверных научно-фантастических фильмов по версии НАСА.

## Награды и номинации
- 1998 — премия Хьюго
  - лучшая постановка.
- 1998 — премия Сатурн
  - лучшая актриса и лучшая начинающая актриса.
- 1998 — номинация на премию Оскар
  - лучшая работа звукооператора.
- 1998 — номинация на Золотой глобус
  - лучшая актриса.

## Отзывы
На сайте-агрегаторе Rotten Tomatoes фильм имеет рейтинг 66 % на основании 67 критических отзывов. На сайте Metacritic рейтинг фильма составляет 62 из 100 на основании 23 отзывов.